# Zależność zmiennych losowych

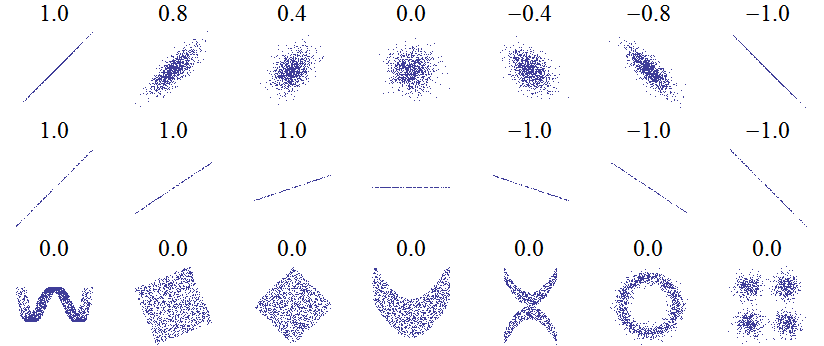
Wykresy rozrzutu pokazujące przykładowe zależności między zmiennymi wraz z odpowiadającymi im wartościami współczynnika korelacji Pearsona

Kwartet Anscombe’a – cztery zestawy danych o identycznych cechach statystycznych, takich jak średnia arytmetyczna, wariancja oraz współczynnik korelacji Pearsona (r≈0,816). Anscombe ilustrował w ten sposób uwagę, że poza porównywaniem statystyk liczbowych, warto używać graficznych metod reprezentacji danych.

Zależność statystyczna zmiennych losowych (korelacja, asocjacja) – związek pomiędzy dwiema zmiennymi losowymi {\displaystyle X} i {\displaystyle Y.}
Intuicyjnie, zależność dwóch zmiennych oznacza, że znając wartość jednej z nich, dałoby się przynajmniej w niektórych sytuacjach dokładniej przewidzieć wartość drugiej zmiennej, niż bez tej informacji.
W dalszej części artykułu będziemy rozważać zmienne losowe o wartościach rzeczywistych i zdarzenia określone na ustalonej przestrzeni probabilistycznej {\displaystyle (\Omega ,{\mathcal {A}},P).} Jeśli {\displaystyle X} jest zmienną losową, to symbolem {\displaystyle P_{X}} oznaczać będziemy jej rozkład.

## Zmienne rzeczywiste

### Niezależność statystyczna
Mówimy, że zmienne losowe {\displaystyle X,Y} są niezależne, gdy dla każdych liczb rzeczywistych {\displaystyle a,b} zachodzi równość
{\displaystyle P(X\leqslant a)P(Y\leqslant b)=P(X\leqslant a\land Y\leqslant b).}
Powyższy wzór jest uogólniany na dowolną liczbę zmiennych (por. rozdział Zmienne losowe o wartościach rzeczywistych.)
W szczególności niezależność każdej dla pary zmiennych {\displaystyle X_{i},X_{j}} nie oznacza koniecznie niezależności wszystkich zmiennych {\displaystyle X_{1},X_{2},\dots X_{n}.}

### Zależność statystyczna
Mówimy, że zmienne losowe {\displaystyle X,Y} są zależne, gdy nie są one niezależne – to znaczy, dla pewnych liczb rzeczywistych {\displaystyle a,b}
{\displaystyle P(X\leqslant a)P(Y\leqslant b)\neq P(X\leqslant a\land Y\leqslant b)}
lub w języku dystrybuant:
{\displaystyle F_{X}(a)F_{Y}(b)\neq F_{XY}(a,b).}

### Szczególne przypadki

#### Zależność monotoniczna
Dodatnia zależność monotoniczna zachodzi, gdy zwiększenie wartości jednej ze zmiennych oznacza zwiększenie wartości oczekiwanej drugiej zmiennej. Analogicznie ujemna zależność monotoniczna zachodzi, gdy zwiększenie jednej ze zmiennych oznacza zmniejszenie drugiej.
Ściśle zależność monotoniczna (a konkretniej jej odmiana zwana Quadrant Dependence) została określona przez Lehmana (1966). Dodatnia zależność monotoniczna:
{\displaystyle \bigwedge _{(x,y)\in \mathbb {R} ^{2}}P(X<x|Y>y)\leqslant P(X<x).}
Ujemna zależność monotoniczna:
{\displaystyle \bigwedge _{(x,y)\in \mathbb {R} ^{2}}P(X<x|Y>y)\geqslant P(X<x).}
Istnieją też inne definicje zależności monotonicznej. Lehman podał także dwie silniejsze definicje, a Kowalczyk i Pleszczyńska (1977) także definicję słabszą.
Powyższe definicje obejmują skrajny przypadek zależności zmiennych {\displaystyle (\rho =\pm 1).} W praktyce zależność nie musi być pełna. Miarą stopnia zależności monotonicznej są współczynniki korelacji rangowej.

#### Zależność liniowa
- Szczególnym przypadkiem zależności monotonicznej jest zależność liniowa. W przypadku skrajnym zachodzi, gdy jedna ze zmiennych jest liniowo zależna od drugiej zmiennej. W praktyce tu również zależność nie musi być pełna. Miarą stopnia zależności liniowej jest np. współczynnik korelacji Pearsona.
- Jeżeli zmienne losowe są niezależne i całkowalne, to ich kowariancja jest równa zeru. Bezpośrednim wnioskiem z tego twierdzenia jest następujący fakt:
- Jeżeli zmienne losowe {\displaystyle X_{1},\dots ,X_{n}} są całkowalne i parami niezależne, to

{\displaystyle D^{2}(X_{1}+\ldots +X_{n})=D^{2}X_{1}+\ldots D^{2}X_{n}.}

## Zmienne losowe o wartościach rzeczywistych
Zmienne losowe {\displaystyle X_{1},\dots ,X_{n}} nazywamy niezależnymi, gdy dla każdego ciągu zbiorów borelowskich (na prostej) {\displaystyle B_{1},\dots ,B_{n}} spełniony jest warunek
{\displaystyle P(X_{1}\in B_{1},\dots ,X_{n}\in B_{n})=P(X_{1}\in B_{1})\cdot \ldots \cdot P(X_{n}\in B_{n}).}
Innymi słowy, zmienne {\displaystyle X_{1},\dots ,X_{n}} są niezależne wtedy i tylko wtedy, gdy generowane przez nie σ-ciała {\displaystyle \sigma (X_{1}),\dots ,\sigma (X_{n})} są niezależne.
Używając zmiennych losowych, możemy opisywać niezależność zdarzeń. I tak, zdarzenia {\displaystyle A_{1},\dots ,A_{n}} są niezależne wtedy i tylko wtedy, gdy niezależne są ich funkcje charakterystyczne {\displaystyle \mathbf {1} _{A_{1}},\dots ,\mathbf {1} _{A_{n}},} rozpatrywane jako zmienne losowe. Często wygodnie jest używać następującej charakteryzacji niezależności zmiennych losowych:
Jeśli {\displaystyle X_{1},\dots ,X_{m}} są zmiennymi losowymi, to każde dwa z następujących zdań są równoważne:
1. Zmienne losowe {\displaystyle X_{1},\dots ,X_{m}} są niezależne.
2. {\displaystyle P_{(X_{1},\dots ,X_{n})}=P_{X_{1}}\otimes \ldots \otimes P_{X_{n}},} tzn. rozkład łączny wektora losowego {\displaystyle (X_{1},\dots ,X_{n})} jest produktem rozkładów odpowiednich zmiennych losowych.
3. {\displaystyle P(X_{1}\leqslant x_{1},\dots ,X_{n}\leqslant x_{n})=P(X_{1}\leqslant x_{n})\cdot \ldots \cdot P(X_{n}\leqslant x_{n})} dla każdych liczb rzeczywistych {\displaystyle x_{1},\dots ,x_{n},} tzn. dystrybuanta wielowymiarowa wektora losowego {\displaystyle (X_{1},\dots ,X_{n})} jest iloczynem dystrybuant odpowiednich zmiennych losowych.

Ponadto, jeśli zmienne losowe {\displaystyle X_{1},\dots ,X_{n}} mają rozkłady ciągłe, a {\displaystyle g_{1},\dots ,g_{n}} są ich gęstościami, to są one niezależne gdy funkcja
{\displaystyle g(x_{1},\dots ,x_{n})=g_{1}(x_{1})\cdot \ldots \cdot g_{n}(x_{n})}
jest gęstością wektora losowego {\displaystyle (X_{1},\dots ,X_{n}).}
Jeżeli {\displaystyle X_{1},\dots ,X_{n}} są zmiennymi losowymi o rozkładach dyskretnych, a {\displaystyle S_{1},\dots ,S_{n}\subset \mathbb {R} } są takimi zbiorami przeliczalnymi, że
{\displaystyle P_{X_{1}}(S_{1})=1,\dots ,P_{X_{n}}(S_{n})=1,}
to zmienne te są niezależne wtedy i tylko wtedy, gdy dla każdych liczb {\displaystyle x_{1}\in S_{1},\dots ,x_{n}\in S_{n}} zachodzi równość
{\displaystyle P(X_{1}=x_{1},\dots ,X_{n}=x_{n})=P(X_{1}=x_{1})\cdot \ldots \cdot P(X_{n}=x_{n}).}
Jeżeli, natomiast, zmienne losowe {\displaystyle X_{1},\dots ,X_{n}} są niezależne, a {\displaystyle (i_{1},\dots ,i_{k})} jest ściśle rosnącym ciągiem liczb ze zbioru {\displaystyle \{1,\dots ,n-1\},} to σ-ciała
{\displaystyle \sigma (X_{1},\dots ,X_{i_{1}}),\sigma (X_{i_{1}+1},\dots ,X_{i_{2}}),\dots ,\sigma (X_{i_{k}+1},\dots ,X_{n})}
są niezależne.

### Niezależność dowolnej rodziny zmiennych losowych
Jeśli {\displaystyle \{X_{t}\}_{t\in T},} gdzie {\displaystyle T} jest pewnym zbiorem indeksów, jest rodziną zmiennych losowych określonych na tej samej przestrzeni probabilistycznej, to mówimy, że jest ona niezależna, gdy dla każdej liczby naturalnej {\displaystyle n} oraz dla każdego zbioru indeksów {\displaystyle t_{1},\dots ,t_{n}} będacego podzbiorem {\displaystyle T} niezależne są zmienne losowe {\displaystyle X_{t_{1}},\dots ,X_{t_{n}}.}

### Wartość oczekiwana iloczynu niezależnych zmiennych losowych
Korzystając z twierdzenia Fubiniego, można dowieść, że jeśli {\displaystyle X_{1},\dots ,X_{n}} są niezależnymi zmiennymi losowymi, to wartość oczekiwana modułu ich iloczynu wyraża się wzorem
{\displaystyle E|X_{1}\cdot \ldots \cdot X_{n}|=(E|X_{1}|)\cdot \ldots \cdot (E|X_{n}|).}
Jeśli ponadto, zmienne te są całkowalne, to
{\displaystyle E(X_{1}\cdot \ldots \cdot X_{n})=EX_{1}\cdot \ldots \cdot EX_{n}.}
Twierdzenie odwrotne nie jest jednak prawdziwe – niech {\displaystyle \Omega =[0,1]} oraz niech {\displaystyle {\mathcal {A}}} będzie σ-ciałem zbiorów borelowskich na tym zbiorze, a {\displaystyle P} będzie obcięciem miary Lebesgue’a do tego σ-ciała. Rozważmy następujące zmienne losowe
{\displaystyle X(\omega )=\sin(2\pi \omega ),Y(\omega )=\cos(2\pi \omega ).}
Wartość oczekiwana każdej z nich oraz ich iloczynu wynosi 0, natomiast zmienne te nie są niezależne, gdyż w przeciwnym razie byłyby niezależne zmienne
{\displaystyle |X|,{\sqrt {1-X^{2}}}} (jedynka trygonometryczna),
czyli w konsekwencji dla każdego zbioru borelowskiego {\displaystyle B} byłby spełniony warunek
{\displaystyle P(\{\omega \in [0,1]\colon \,\sin(2\pi \omega )\in B\})\in \{0,1\},}
co oczywiście nie jest prawdą.

## Niektóre twierdzenia wykorzystujące założenie niezależności zmiennych
- Funkcja charakterystyczna sumy niezależnych zmiennych losowych jest iloczynem funkcji charakterystycznych tych zmiennych.
- Funkcja tworząca sumy niezależnych zmiennych losowych (przyjmujących wartości w zbiorze liczb naturalnych z zerem) jest iloczynem funkcji tworzących tych zmiennych losowych.
- Prawo zero-jedynkowe Kołmogorowa
  - Jeżeli {\displaystyle (X_{n})_{n\in \mathbb {N} }} jest ciągiem niezależnych zmiennych losowych, to

{\displaystyle P(\{\omega \in \Omega \colon \,{\mbox{ szereg }}\sum _{n=1}^{\infty }X_{n}(\omega ){\mbox{ jest zbieżny}}\})\in \{0,1\}.}
- Rozkład sumy niezależnych zmiennych losowych, z których choć jedna ma rozkład ciągły, jest rozkładem ciągłym.
- Gęstością sumy niezależnych zmiennych losowych o rozkładach ciągłych jest splot gęstości tych zmiennych losowych.
- Rozkładem (dystrybuantą) sumy niezależnych zmiennych losowych jest splot rozkładów (dystrybuant) tych zmiennych.
- Twierdzenie Kołmogorowa-Prochorowa
  - Tożsamość Walda
- Nierówność Kołmogorowa
- Twierdzenie Kołmogorowa
  - Mocne prawo wielkich liczb Kołmogorowa
  - Słabe prawo wielkich liczb
- Twierdzenie Poissona
- Twierdzenie Gliwenki

## Popularne błędy

### Zależność a rozkłady zmiennych
Znając rozkłady brzegowe każdej ze zmiennych z osobna, nic nie da się powiedzieć o ewentualnej zależności lub braku zależności pomiędzy nimi. Na przykład między dwiema zmiennymi {\displaystyle X} i {\displaystyle Y,} przyjmującymi każdą z wartości {1,2,3,4,5,6} z tym samym prawdopodobieństwem (rozkład jednostajny dyskretny), może istnieć korelacja ujemna, dodatnia, lub mogą być niezależne:
1. Jeśli zmienna {\displaystyle X} jest wynikiem rzutu kostką, a {\displaystyle Y=7-X,} to zmienne {\displaystyle X} i {\displaystyle Y} są zależne, współczynnik korelacji wynosi -1
2. Jeśli zmienna {\displaystyle X} jest wynikiem rzutu kostką, a {\displaystyle Y=X,} to zmienne {\displaystyle X} i {\displaystyle Y} są zależne, współczynnik korelacji wynosi +1
3. Jeśli każda z nich modeluje wyniki rzutu inną kostką, to zmienne {\displaystyle X} i {\displaystyle Y} są niezależne, współczynnik korelacji wynosi 0.
4. Jeśli zmienna {\displaystyle X} jest wynikiem rzutu kostką, a {\displaystyle Y} jest w części przypadków równe {\displaystyle X,} a w pozostałych przypadkach równe wynikowi rzutu drugą kostką, to zmienne {\displaystyle X} i {\displaystyle Y} są zależne, współczynnik korelacji będzie gdzieś pomiędzy 0 a +1.

W każdym z tych przypadków rozkład brzegowy każdej ze zmiennych {\displaystyle X,Y} jest identyczny, jednak różni się ich rozkład łączny. W trzech pierwszych przypadkach różni się np. zbiór możliwych wartości pary {\displaystyle (X,Y){:}}
1. W pierwszym przypadku jest to {\displaystyle \{(1,6),(2,5),(3,4),(4,3),(5,2),(6,1)\}}
2. W drugim przypadku {\displaystyle \{(1,1),(2,2),(3,3),(4,4),(5,5),(6,6)\}}
3. W trzecim przypadku {\displaystyle \{(1,1),(1,2),\dots ,(1,6),(2,1),(2,2),\dots ,(2,6),(3,1),\dots ,(6,6)\}.} Zmienne są niezależne, bo informacja o wartości jednej z nich nic nie mówi o wartości drugiej.
4. W czwartym przypadku zbiór możliwych wartości jest taki sam jak w trzecim, jednak różnią się prawdopodobieństwa, z jakimi są one przyjmowane. Znajomość zmiennej {\displaystyle X} pozwala dokładniej przewidywać znajomość zmiennej {\displaystyle Y} (formalnie: rozkład warunkowy {\displaystyle Y|X=x} zmienia się w zależności od {\displaystyle x}), więc są zależne.

Zależność jest więc cechą rozkładu łącznego porównywanych zmiennych.

### Zależność a współczynnik korelacji
Często błędnie zakłada się, że zależność statystyczna jest równoważna niezerowemu współczynnikowi korelacji. Nie jest to prawda. Na przykład zmienne {\displaystyle X} i {\displaystyle Y} mogą być związane zależnością:
{\displaystyle Y=X^{2}\land -1\leqslant X\leqslant 1.}
Jest to przykład ścisłej zależności. Jednak zarówno klasyczna korelacja Pearsona, jak i rangowa dadzą wartość zero (dla próbki – bliską zeru), gdyż zależność ta nie jest monotoniczna, ani tym bardziej liniowa.

### Zależność a wynikanie
Częstym błędem jest przyjmowanie, że zmienna nawet silnie skorelowana z inną jest jej skutkiem. Uświadamia to taki oto przykład: dźwięk dworcowego zegara wybijającego godzinę pierwszą jest niezwykle silnie skorelowany z odjazdem pociągu o 1:00 ze stacji, nie jest on jednak żadną przyczyną ruchu – i odwrotnie, odjazd pociągu nie jest przyczyną dźwięku. W tym wypadku mamy jedynie do czynienia ze współwystępowaniem zjawisk, a nie związkiem przyczynowo-skutkowym. W związku z tym jeśli czynnik A (np. wykształcenie) i czynnik B (np. zarobki) korelują ze sobą, to powinno się tworzyć przynajmniej kilka hipotez na temat ewentualnego związku przyczynowego między nimi:
1. Czynnik A wpływa na czynnik B. Tu: wykryto związek między zarobkami a wykształceniem, bo wyższe wykształcenie powoduje że dana osoba więcej zarabia.
2. Czynnik B wpływa na czynnik A. Tu: ludzie zamożniejsi mają lepszy dostęp do wykształcenia i dlatego istnieje związek między zarobkami a wykształceniem.
3. Jednocześnie A wpływa na B i B na A Tu: z jednej strony ludzie zamożniejsi mają lepszy dostęp do wykształcenia, ale z drugiej ludzie lepiej wykształceni mają lepsze zarobki.
4. Istnieje czynnik C niezidentyfikowany w badaniu, który koreluje z A i z B. Tu: miejsce zamieszkania (lub ambicje) mogą być czynnikiem, który z jednej strony powoduje, że ktoś więcej zarabia, a z drugiej, że ma wyższe wykształcenie.

Korelacja nie dowodzi więc żadnego związku przyczynowo-skutkowego.
Wśród statystyków jako przykład podawana jest anegdota o tym, że wykryto istotną statystycznie dodatnią zależność pomiędzy liczbą bocianów przypadających na km² w danym skupisku ludzkim, a przyrostem naturalnym na tym obszarze. Oczywiście nie dowodzi to, że bociany przynoszą dzieci. Na wsi jest średnio większy przyrost naturalny i czasem żyją tam bociany. W mieście przyrost jest mniejszy i nie ma bocianów. Istnienie trzeciej zmiennej – miasto / wieś, skorelowanej zarówno z liczbą bocianów, jak i z przyrostem naturalnym powoduje powstanie zależności także tamtych dwóch zmiennych.
W innej wersji mówi się o korelacji liczby bocianów z liczbą dzieci na tym samym terenie wiejskim w skali wielu lat. Okazuje się, że liczba bocianów jest skorelowana dodatnio z ciepłym latem, a przy dobrej pogodzie wzrastać ma też liczba par kochających się na łonie natury.
Prawdopodobnie nie są to wyniki poważnych badań, lecz tylko legenda, niemniej jest ona dobrą ilustracją, jak może powstawać zależność, niebędąca związkiem przyczynowo-skutkowym.
Podobnie, można by się dopatrzyć silnej dodatniej korelacji między wzrostem liczby ludności w Indiach a liczbą samochodów w Polsce, choć jest to jedynie czysto statystyczna korelacja, współwystępowanie zjawisk, a nie jakikolwiek związek przyczynowo-skutkowy.
Innym przykładem jest korelacja liczby zgonów osób bezdomnych w Indiach a poziomem spożycia lodów w Stanach Zjednoczonych. Tu trzecią zmienną jest średnia temperatura lata na półkuli północnej. Jej zwiększenie powoduje więcej zgonów spowodowanych upałem i oczywiście zwiększenie spożycia lodów.

### Niesprawdzanie istotności statystycznej oraz wielkości efektu
Przy zbyt małej próbie fałszywe korelacje mogą powstać zupełnie przypadkowo, stąd ważne jest sprawdzanie istotności statystycznej uzyskanego wyniku. Przy bardzo dużych próbach – a co za tym idzie, bardzo wysokiej mocy statystycznej – istotność osiągają nawet mikroskopijne współzmienności, co z kolei wskazuje na to, że ważne jest branie pod uwagę wielkości efektu zaobserwowanych zależności. Miarą wielkości efektu dla korelacji jest współczynnik korelacji.

### Obserwacje odstające
Innym częstym błędem jest niesprawdzanie, czy w próbie nie występują obserwacje odstające, które mogą całkowicie przekłamać wartość i znak współczynnika korelacji Pearsona.